# 谷垣專一
谷垣專一（日语：谷垣 専一，1912年1月18日—1983年6月27日）是日本政治人物。

## 經歷
東京帝國大學法學部法律學科畢業後，農林省入省（農務局囑託）。成為1955年10月 大臣官房長，1956年6月 畜產局長。農林省辭職後，農林中央金庫監事。由於第29屆日本眾議院議員總選舉當選。1979年11月9日，文部大臣。1983年6月27日，死去。